# Nahie
O nāḥiyah (în arabă ناحية [ˈnæːħijæ], plural nawāḥī نواحي [næˈwæːħiː]) sau  nahie este un tip local sau regional de diviziune administrativă alcătuită de obicei dintr-un număr de sate, uneori chiar mici orașe. În Tadjikistan este o diviziune de ordinul al doilea, în timp ce în Siria, Irak, Liban, Iordania, Xinjiang și fostul Imperiu Otoman, unde mai era numită și bucak, este o unitate administrativă de ordinul al treilea. Nahia poate constitui o diviziune a unei caza, mintaqah sau a unui alt fel de asemenea diviziuni teritoriale ale districtelor, iar termenul „nahie” este uneori tradus ca „subdistrict”, ar putea fi tradus și ca „plasă”.

## Exemple

### În țările arabe
- în Siria, nahia este o unitate administrativă inferioară unei Mintaqah;
- în Irak, nahia este o unitate administrativă inferioară unei qadha;[1][2]
- în Iordania, nahia este o unitate administrativă inferioară unei caza, aceasta fiind la rândul ei inferioară unei muhafaza;[3]
- în Liban, nahia este o unitate administrativă inferioară unei muhafaza;

### În țările turcofone
- în Imperiul Otoman a fost o diviziune administrativă inferioară unei kaza;[4]
- în Tadjikistan este o diviziune administrativă inferioară unui vilaiet și superioară unui jamoat sau satelor;
- în Xinjiang, China, este o diviziune administrativă a prefecturilor;